# Live! (Bob Marley)
Live! è un album di Bob Marley, pubblicato il 5 dicembre 1975. Si tratta di una registrazione dal vivo fatta il 19 luglio 1975 al Lyceum Ballroom di Londra.
Nella versione originale d'epoca in LP (vinile 33 giri) contiene anche un poster. Esiste anche un singolo 7" (45 giri) No Woman No Cry / Kinky Reggae, il cui lato B Kinky Reggae non è presente nell'album.
Nella versione dell'album in vinile di stampa giamaicana della Tuffgong, il brano Get Up, Stand Up è leggermente diverso.

## Tracce
1. Trenchtown Rock – 4:00
2. Burnin' and Lootin' – 4:55
3. Them Belly Full (But We Hungry) – 4:24
4. Lively Up Yourself – 4:24
5. No Woman, No Cry – 6:55
6. I Shot the Sheriff – 5:07
7. Get Up, Stand Up – 6:19

## Classifiche
| Classifica (1975/76) | Posizione massima |
| -------------------- | ----------------- |
| Paesi Bassi          | 14                |
| Regno Unito          | 38                |
| Stati Uniti          | 90                |
| Stati Uniti (R&B)    | 47                |
| Svezia               | 29                |